# Pnigalio sarasolai
Pnigalio sarasolai är en stekelart som beskrevs av De Santis 1983. Pnigalio sarasolai ingår i släktet Pnigalio och familjen finglanssteklar.
Artens utbredningsområde är Colombia. Inga underarter finns listade i Catalogue of Life.